# Clássico-Rei
O Clássico-Rei é o maior clássico de futebol do Ceará e um dos maiores da Região Nordeste do Brasil, sendo considerada uma das maiores rivalidades do país. Opõe o alvinegro Ceará Sporting Club, conhecido como Vovô, fundado em 2 de junho de 1914, ao tricolor Fortaleza Esporte Clube, conhecido como Leão, fundado em 18 de outubro de 1918.

## Estatísticas
Nas partidas oficiais jogadas pelos dois clubes, a equipe alvinegra leva vantagem sobre seu rival tricolor. Depois de anos divididos entre o equilíbrio e o predomínio de um ou outro clube, mais recentemente, nos anos 1990, os alvinegros dominaram o clássico, enquanto que os anos 2000 viram maior domínio dos tricolores. A estatística abaixo recebe contribuição dos números apresentados pela revista Placar, em sua edição "Especial 35 Anos - Grandes Clássicos", do ano de 2005. Por sua vez, esta edição da revista teve pesquisa fundamentada no livro "História do Campeonato Cearense de Futebol", do pesquisador cearense Nirez de Azevedo. Outra fonte considerada é o site Futebol 80 onde foram encontrados os registros dos jogos do antigo Torneio Início, além do pesquisador Eugênio Fernandes e os números do clássico cedidos para matéria do jornal O Povo, em 2012.
A estatística dos jogos oficiais entre os dois rivais, em embates de torneios nacionais, regionais, estaduais e citadinos, apresenta-se assim:
- Partidas: 540
- Vitórias do Ceará: 174
- Vitórias do Fortaleza: 171
- Empates: 195
- Gols do Ceará: 682
- Gols do Fortaleza: 675

Ao longo de sua história, o Clássico-Rei contou também com vários confrontos amistosos. Tratava-se de desafios para testar as equipes ou mantê-las em ritmo de jogo em períodos de escassa atividade futebolística, como nos Torneios da Movimentação locais, relativamente comuns até os anos 1990. Também podiam ser partidas que figuravam em torneios amistosos interestaduais, como os Torneios Ceará-Pará. Com o passar dos anos e os compromissos cada vez mais ocupando o calendário dos dois clubes, os amistosos foram escasseando. A estatística dos mesmos mostra:
- Partidas: 78
- Vitórias do Ceará: 32
- Vitórias do Fortaleza: 23
- Empates: 23
- Gols do Ceará: 141
- Gols do Fortaleza: 127

Deste modo, a soma total das estatísticas do Clássico-Rei apresenta-se assim:
- Partidas: 620
- Vitórias do Ceará: 208
- Vitórias do Fortaleza: 194
- Empates: 218
- Gols do Ceará: 826
- Gols do Fortaleza: 803

Nota: foram jogadas 8 partidas sem resultado conhecido e desconsideradas estatisticamente.

## Outros dados e recordes do Clássico-Rei
- O primeiro confronto entre Ceará e Fortaleza ocorreu em 17 de dezembro de 1918, com vitória do Ceará por 2 a 0, em partida válida por um dos torneios da antiga Liga Metropolitana Cearense de Futebol.
- A primeira vitória do Fortaleza veio acontecer em 1920, no terceiro confronto entre ambos, um 3 a 1 pelo Campeonato Cearense.
- A maior goleada da história do Clássico-Rei foi pelo Campeonato Cearense de 1927, quando o Fortaleza aplicou 8 a 0 no Ceará.
- A maior goleada do Ceará sobre o Fortaleza foi um 7 a 0, em um amistoso disputado em 1955.

- O maior número de vitórias seguidas do Ceará é de 7 partidas, por duas vezes, entre 1951 e 1952, e em 1993.
- O maior número de vitórias seguidas do Fortaleza também é de 7 partidas, entre 1936 e 1938.
- O maior número de empates seguidos é de 6 partidas, em 1986.
- O Clássico-Rei já decidiu o Campeonato Cearense 37 vezes. A disputa pende para o lado tricolor, por 20 a 17, após a final do estadual de 2024.[5]
- O maior tabu em jogos oficiais do Clássico-Rei pertence ao Fortaleza, que de 17 de julho de 1999 a 8 de julho de 2001 ganhou doze vezes e empatou outras quatro com o rival alvinegro.
- Já o maior tabu, considerando quaisquer partidas, pertence ao Ceará, que de 16 de outubro de 1949 a 18 de abril de 1953, ganhou treze partidas e empatou quatro (dezessete no total, sendo nove oficiais e oito amistosas), vindo a perder para o rival tricolor quase quatro anos depois, em 9 de agosto de 1953.
- O maior público pagante do Clássico-Rei foi de 60.363 pessoas, numa partida disputada em 6 de outubro de 1991.[6]
- Outros grandes públicos acima de 50.000 pagantes foram registrados nas finais do Campeonato Cearense dos seguintes anos: 50.002 em 2015, 56.425 (56.491 total) em 2023, 57.100 em 2024 e 53.609 (53.676 total) em 2025.
- O clássico já foi jogado em Itapipoca (9 de agosto de 1970), Iguatu (19 de maio de 1981), Crateús (7 de setembro de 1989), Baturité (29 de janeiro de 1995 e 26 de janeiro de 1996), Sobral (16 de julho de 2000), no Estado do Ceará, e em Salvador, no Estado da Bahia (28 de julho de 2020).[7]

## Quadro comparativo

#### Títulos
| Competições Nacionais           | Ceará | Fortaleza |
| ------------------------------- | ----- | --------- |
| Campeonato Brasileiro - Série B | 0     | 1         |
| Competições Interestaduais      | Ceará | Fortaleza |
| Torneio Norte-Nordeste          | 1     | 1         |
| Copa do Nordeste                | 3     | 3         |
| Copa Cidade de Natal            | 0     | 1         |
| Torneio Octávio Pinto Guimarães | 0     | 1         |
| Competições Estaduais           | Ceará | Fortaleza |
| Campeonato Cearense             | 47    | 46        |
| Torneio Início do Ceará         | 12    | 12        |
| Copa dos Campeões Cearenses     | 0*    | 2         |
| Total de títulos oficiais       | 63    | 67        |

*O Ceará conquistou a Copa dos Campeões Cearenses em 2014, esta edição, contudo, é considerada amistosa.

#### Participações
| Competição                      | Ceará | Fortaleza |
| ------------------------------- | ----- | --------- |
| Copa Libertadores da América    | -     | 3         |
| Copa Sul-Americana              | 3     | 3         |
| Copa Conmebol                   | 1     | -         |
| Campeonato Brasileiro - Série A | 27    | 27        |
| Campeonato Brasileiro - Série B | 32    | 18        |
| Campeonato Brasileiro - Série C | -     | 14        |
| Copa do Brasil                  | 29    | 28        |
| Torneio dos Campeões            | -     | 1         |
| Copa do Nordeste                | 20    | 17        |
| Campeonato Cearense             | 108   | 104       |